# 5663 МакКіген
5663 МакКіген (5663 McKeegan) — астероїд головного поясу, відкритий 1 березня 1981 року.
Тіссеранів параметр щодо Юпітера — 3,474.